# Pseudothalera simpliciaria
Pseudothalera simpliciaria là một loài bướm đêm trong họ Geometridae.